# شهرستان کلاماث (اورگن)
شهرستان کلاماث، اورگن (به انگلیسی: Klamath County, Oregon) شهرستانی در ایالات متحده آمریکا است که در اورگن واقع شده‌است.

## خصوصیات
شهرستان کلاماث ۱۵٬۸۹۲٫۲۶ کیلومترمربع مساحت دارد.